# Touil, Hodh Ech Chargui
Touil är en kommun i departementet Timbedra i regionen Hodh Ech Chargui i Mauretanien. Kommunen hade 15 898 invånare år 2013.